# جيف باتلر
جيف باتلر (بالإنجليزية: Geoff Butler)‏ (26 سبتمبر 1947 بميدلزبرة في المملكة المتحدة - ) هو لاعب كرة قدم بريطاني في مركز الدفاع. لعب مع تشيلسي ونادي بورنموث ونادي بيتربورو يونايتد ونادي سندرلاند ونادي ميدلزبره ونورويتش سيتي وBaltimore Comets ‏.

## وصلات خارجية
- جيف باتلر على موقع قاعدة بيانات كرة القدم.إي يو (الإنجليزية)